# Isla del Toro (ö i Honduras)
Isla del Toro är en ö i Honduras.   Den ligger i departementet Departamento de Valle, i den sydvästra delen av landet, 90 km söder om huvudstaden Tegucigalpa.
Terrängen på Isla del Toro är varierad. Öns högsta punkt är 12 meter över havet. Trakten runt Isla del Toro består huvudsakligen av våtmarker.